# Campionati africani di atletica leggera 2022 - 10000 metri piani maschili
La specialità dei 10000 metri piani maschili ai Campionati africani di atletica leggera di Saint-Pierre 2022 si è svolta l'8 giugno al Côte d'Or National Sports Complex.

## Risultati

### Finale
| Posizione | Atleta                 | Nazionalità  | Tempo    | Note |
| --------- | ---------------------- | ------------ | -------- | ---- |
| Oro       | Mogos Tuemay           | Etiopia      | 29'19"01 |      |
| Argento   | Chimdessa Debele       | Etiopia      | 29'22"74 |      |
| Bronzo    | Abraham Longosiwa      | Kenya        | 29'23"02 |      |
| 4         | Julius Kipkwony        | Kenya        | 29'24"41 |      |
| 5         | Mulat Bazezew Gebeyehu | Etiopia      | 29'34"51 |      |
| 6         | Yves Nimubona          | Ruanda       | 29'39"44 |      |
| 7         | Mbuleli Mathanga       | Sudafrica    | 29'40"86 |      |
| 8         | Elroy Gelant           | Sudafrica    | 29'41"40 |      |
| 9         | Djamal Abdi Dirieh     | Gibuti       | 29'42"69 |      |
| 10        | Moumin Bouh Guelleh    | Gibuti       | 29'57"43 |      |
| 11        | Ali Chebures           | Uganda       | 30'27"66 |      |
| 12        | Tebello Ramakongoana   | Lesotho      | 30'47"40 |      |
| 13        | Alex Kambale           | RD del Congo | dns      |      |
| 14        | Francois Musafiri      | RD del Congo | dns      |      |
| 15        | Toka Badboy            | Lesotho      | dns      |      |
| 16        | Mohamed Fares          | Marocco      | dns      |      |
| 17        | Yousif Musa            | Sudan        | dns      |      |
| 18        | Jospeh Panga           | Tanzania     | dns      |      |